# Psilosiphon
Psilosiphon Entwisle, 1989  é o nome botânico de um gênero de algas vermelhas pluricelulares da família Psilosiphonaceae.

## Etimologia
O nome do gênero  Psilosiphon  consiste no prefixo  psil- , ras, glabrous; nu, e o sufixo -sifão , tubo, literalmente "tubo nu".

## Espécies
Atualmente apresenta 1 espécie taxonomicamente aceita:
- Psilosiphon scoparius Entwisle, 1989